# Círculo cerrado de sospechosos

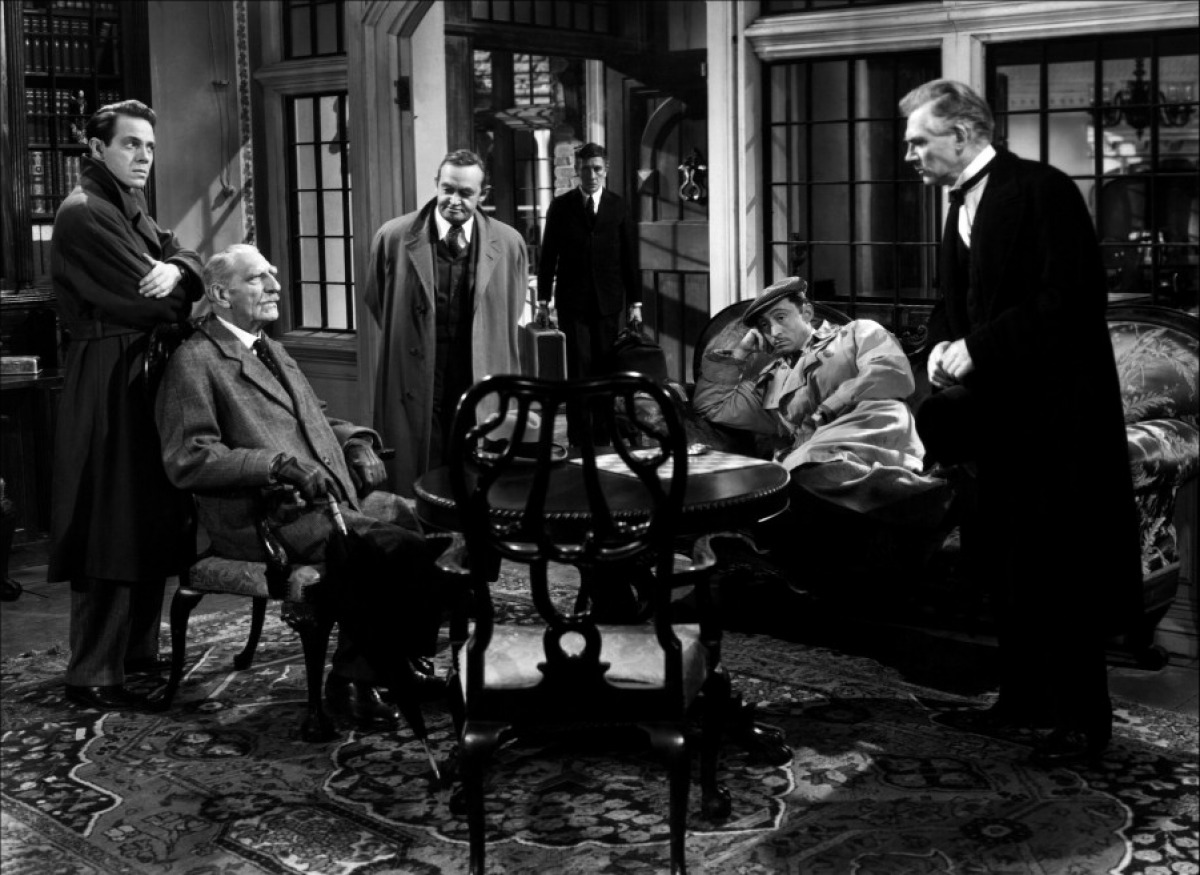
En Diez negritos de Agatha Christie, un asesinato ocurre entre un grupo de extraños en una casa en una isla remota.

El círculo cerrado de sospechosos es un elemento común en la ficción detectivesca, y el subgénero que lo emplea puede denominarse misterio de círculo cerrado. De manera menos precisa, este subgénero, que utiliza la técnica narrativa del círculo cerrado, se conoce simplemente como ficción detectivesca «clásica», «tradicional» o «acogedora» (en inglés: cozy).
Se refiere a una situación en la que, para un delito dado (generalmente un asesinato) se establece rápidamente un número limitado de sospechosos, cada uno con medios, motivo y oportunidad creíbles. En otras palabras, se sabe que el criminal es una de las personas presentes en o cerca de la escena, y el crimen no pudo haber sido cometido por un extraño. El detective debe resolver el crimen, identificando al culpable de este grupo de sospechosos, en lugar de buscar a un perpetrador completamente desconocido.

## Historia
Este tipo de narrativa se originó en la ficción detectivesca británica. El misterioso caso de Styles (1920) de Agatha Christie ha sido reconocida como una obra que inició esta tendencia. Otros escritores de ese período, que data de la primera mitad del siglo XX, una época conocida como la edad de oro de la ficción detectivesca (o más generalmente, literatura de misterio), que dependían del círculo cerrado de sospechosos y técnicas narrativas relacionadas, incluyen a Dorothy L. Sayers, G. K. Chesterton, Margery Allingham, Ngaio Marsh y los estadounidenses S. S. Van Dine y Ellery Queen.
Los primeros misterios de círculo cerrado preferían un escenario común: un country house (un tipo de palacio británico). Esta locación era un elemento tan común que los misterios de círculo cerrado ambientados en este lugar a veces se conocen como «misterios de country house». Las personas involucradas también eran comúnmente parte de la clase alta, generalmente la aristocracia terrateniente. Otros escenarios distintos al country house son posibles, como barcos, trenes, islas, etc. Los requisitos para la configuración del misterio imponen ciertas limitaciones al género. Ciertos escenarios están frecuentemente representados en el género, típicamente involucrando personajes de clase alta cuyas propiedades tienen acceso limitado para extraños. El número de sospechosos varía, desde un grupo tan pequeño como cuatro o cinco, hasta todos los pasajeros de un tren, autobús o vagón.
Tras la Segunda Guerra Mundial, el misterio de círculo cerrado se volvió menos común a medida que otros tipos de novelas criminales ganaron prominencia; sin embargo, escritores como Rex Stout, Lucille Kallen, Cyril Hare, Jonathan Gash y Simon Brett han empleado este recurso en sus ficciones.
Aunque el círculo cerrado es un recurso común en la ficción literaria, es mucho menos frecuente en investigaciones criminales reales.

## Misterios decountry house
Ejemplos de «misterios de country house» de la edad de oro de la ficción detectivesca son:
- Diez negritos: novela de Agatha Christie ambientada en una isla.
- Death and the Dancing Footman: novela de Ngaio Marsh en la que los personajes están aislados por una tormenta de nieve.

Ejemplos más recientes incluyen:
- «Y luego quedaron menos»: episodio de Padre de familia que tiene lugar en una mansión propiedad de James Woods en una isla remota.
- Entre navajas y secretos: película de Rian Johnson ambientada principalmente en una mansión rural.
- 7 mujeres y un misterio: una película de Alessandro Genovesi que tiene lugar en una mansión durante una tormenta de nieve.
- Hitman 3: videojuego que incluye un nivel inspirado en Entre navajas y secretos, en el que el jugador puede resolver un asesinato en una mansión rural en Dartmoor.

## Otras ficciones de círculo cerrado
- Asesinato en el Orient Express: novela de Agatha Christie ambientada en un tren detenido en una avalancha de nieve.
- Muerte en el Nilo: novela de Agatha Christie ambientada en un barco en el río Nilo.
- Glass Onion: película de Rian Johnson ambientada en una isla.
- El fin de Sheila: película de Stephen Sondheim y Anthony Perkins ambientada en un yate.
- Muerte en las nubes: novela de Agatha Christie ambientada en un avión.
- Maldad bajo el sol: novela de Agatha Christie ambientada en un hotel en una isla.
- The Five Red Herrings: novela de Dorothy L. Sayers en la que los sospechosos son un pequeño número de talentosos artistas.
- Muerte en el Leviatán: novela de Boris Akunin ambientada en el barco homónimo.